# Coupe d'Amérique du Sud des clubs champions de basket-ball
La Coupe d'Amérique du Sud des clubs champions de basket-ball (Campeonato Sudamericano de Clubes Campeones) est une manifestation sportive organisée par la FIBA Amériques depuis 1946 et réunissant tous les ans les clubs sud-américains de basket-ball masculins ayant remporté leur championnat national.

## Palmarès
| Année | Lieu                                             | Vainqueur                                 | Finaliste                     |
| ----- | ------------------------------------------------ | ----------------------------------------- | ----------------------------- |
| 1946  | Buenos Aires (Argentine)                         | CA Olimpia                                | Gimnasia de Villa del Parque  |
| 1953  | Antofagasta (Chili)                              | Club Olimpia CR Flamengo Sel. du Santa Fé |                               |
| 1956  | Montevideo (Uruguay)                             | Sporting Club Uruguay                     | Ateneo de la Juventud         |
| 1958  | Guayaquil (Equador)                              | Sporting Club Uruguay                     | CA San San Lorenzo de Almagro |
| 1961  | Asuncion (Paraguay)                              | EC Sírio                                  | Club Olimpia                  |
| 1965  | São Paulo (Brésil)                               | SC Corinthians Paulista                   | CA Tabaré                     |
| 1966  | São Paulo (Brésil)                               | SC Corinthians Paulista                   | Liga Deportiva Estudantil     |
| 1967  | Antofagasta (Chili)                              | CD Thomas Bata                            | CA Welcome                    |
| 1968  | Montevideo (Uruguay)                             | EC Sírio                                  | CA Welcome                    |
| 1969  | Guayaquil (Équateur)                             | SC Corinthians Paulista                   | Liga Deportiva Estudantil     |
| 1970  | Punta Arenas (Chili)                             | EC Sírio                                  | CA Atenas (Montevideo)        |
| 1971  | Arequipa (Pérou)                                 | EC Sírio                                  | Sportiva Italiana Valparaíso  |
| 1972  | São Paulo (Brésil)                               | EC Sírio                                  | CA Olimpia                    |
| 1974  | Mercedes, Salto et Montevideo (Uruguay)          | Amazonas Franca                           | CA Peñarol                    |
| 1975  | La Paz (Bolivie)                                 | Amazonas Franca                           | CA Obras Sanitarias           |
| 1977  | Corrientes et Buenos Aires (Argentine)           | Amazonas Franca                           | SE Palmeiras                  |
| 1978  | São Paulo (Brésil)                               | EC Sírio                                  | Amazonas Franca               |
| 1979  | Margarita (île) (Venezuela)                      | EC Sírio                                  | Guaiqueríes de Margarita BBC  |
| 1980  | Cúcuta (Colombie)                                | Associação Francana                       | EC Sírio                      |
| 1981  | Asuncion et Encarnación (Paraguay)               | Ferro Carril Oeste                        | São José                      |
| 1982  | Buenos Aires (Argentine) et Montevideo (Uruguay) | Ferro Carril Oeste                        | CA Obras Sanitarias           |
| 1983  | Montevideo (Uruguay) et Buenos Aires (Argentine) | CA Peñarol                                | CA Monte Líbano               |
| 1984  | Tarija et Sucre (Bolivie)                        | EC Sírio                                  | CA River Plate                |
| 1985  | Limeira et Jundiaí (Brésil)                      | CA Monte Líbano                           | CD San Andrés                 |
| 1986  | Buenos Aires (Argentine)                         | CA Monte Líbano                           | Ferro Carril Oeste            |
| 1987  | Valparaíso et Santiago (Chili)                   | Ferro Carril Oeste                        | CA Monte Líbano               |
| 1988  | Caracas (Venezuela)                              | Trotamundos BBC                           | AD Atenas                     |
| 1989  | Asuncion (Paraguay)                              | Trotamundos BBC                           | Biguá de Villa Biarritz       |
| 1990  | Guayaquil (Équateur)                             | Ravelli Franca                            | San Pedro Pascual             |
| 1991  | Franca (Brésil)                                  | Ravelli Franca                            | AD Atenas                     |
| 1992  | Montevideo (Uruguay)                             | Biguá de Villa Biarritz                   | All Star / Franca             |
| 1993  | Córdoba (Argentine)                              | AD Atenas                                 | All Star / Franca             |
| 1994  | Lima (Perú)                                      | AD Atenas                                 | CA Olimpia                    |
| 1995  | Bucaramanga (Colombie)                           | Cesp/Rio Claro                            | Hebraica y Macabi             |
| 1996  | Concepción et Talca (Chili)                      | Independiente General Pico                | Cesp/Rio Claro                |
| 1998  | Tarija (Bolivie)                                 | CR Vasco da Gama                          | CA Welcome                    |
| 1999  | Rio de Janeiro (Brésil)                          | CR Vasco da Gama                          | Associação Bauru BC           |
| 2000  | Valencia (Venezuela)                             | Trotamundos BBC                           | CR Vasco da Gama              |
| 2001  | Margarita (île) (Venezuela)                      | Delfines de Cabimas                       | Espartanos de Margarita       |
| 2002  | Valdivia (Chili)                                 | Delfines de Miranda                       | Deportes Valdivia             |
| 2003  | Maracaibo (Venezuela)                            | Delfines de Miranda                       | Gimnasia y Esgrima (CR)       |
| 2004  | Asuncion (Paraguay)                              | CA Boca Juniors                           | Delfines de Miranda           |
| 2005  | Rafaela (Argentine)                              | CA Boca Juniors                           | Unitri/Uberlândia             |
| 2006  | Barquisimeto (Venezuela)                         | CA Boca Juniors                           | Guaros de Lara                |
| 2007  | Brasilia (Brésil)                                | Minas Tênis Clube                         | CA Boca Juniors               |
| 2008  | Guayaquil (Equador)                              | Biguá de Villa Biarritz                   | CD Libertad (Sunchales)       |